# Фундуловые
Фундуловые (лат. Fundulidae) — семейство лучепёрых рыб отряда карпозубообразных. Широко распространены в пресных, солоноватых и морских водах Северной Америки от юго-востока Канады до полуострова Юкатан (Мексика), включая Бермудские острова и Кубу.

## Описание
Внутренние ветви челюстных костей направлены вперёд. Окончания этих костей крючковатые. Верхнечелюстная кость не прямая, а скрученная. Спинной плавник с 7—16 мягкими лучами расположен в средней части тела. В анальном плавнике 9—15 мягких лучей, начало его основания расположено за началом основания спинного плавника. Размеры представителей семейства обычно менее 10 см. Максимальная длина тела 20 см у Fundulus catenatus и Fundulus grandissimus.

## Биология
Многие представители семейства способны переносить значительные колебания температуры и изменения солёности. Так, представители одного и того вида из рода фундулюсов встречаются как в пресной воде, так и в гиперсолёных водоёмах, в которых солёность воды превышает океаническую солёность в 3 раза. С другой стороны, некоторые пресноводные виды выдерживают повышение солёности только в ограниченных пределах.

## Классификация
В составе семейства выделяют три рода:
- Fundulus Lacepède 1803 — Фундулюсы (40 видов)
- Leptolucania Myers, 1924 — Лептолукании (монотипический)
- Lucania Girard, 1859 — Лукании (3 вида)

Ранее выделялся монотипический род Adinia. После обстоятельной работы Ghedotti M. J. и Davis M. P. единственный его вид перемещён в род Fundulus.